# El Ritmo de la Selva: La Película
El Ritmo De La Selva: La Película es una película mauriciana- sudafricana de animación por computadora de 2020 dirigida por Brent Dawes, basada en los personajes de la serie de televisión Jungle Beat..
Se estrenó en el Festival Internacional de Cine de Animación de Annecy y estuvo disponible en Netflix el 14 de mayo de 2021. 

## Sinopsis
Una mañana, los animales de la selva se despiertan para descubrir que pueden hablar. Se sorprenden aún más cuando descubren la razón: hay un extraterrestre en la jungla. El pequeño Fneep ha venido a conquistar la tierra y ha traído consigo una tecnología asombrosa, incluido un dispositivo de traducción que permite a los animales hablar por primera vez.
Desafortunadamente para el imperio Scaldroniano intergaláctico, Fneep es un conquistador terrible.

## Elenco
- David Menkin como Munki, un mono tímido e inteligente y como Rocky, un juguetón rinoceronte blanco del sur.[8]
- Ina Marie Smith como Trunk, una elefanta.
- Ed Kear como Fneep, una criatura extraterrestre de la especie "Scaldronian", que aterrizó en la jungla después de estrellar accidentalmente su nave espacial.
- Gavin Peter como Tallbert, una jirafa reticulata.
- Adam Neill como Ribbert, una rana arborícola
- John Guerrasio como Humph, un erizo.
- David Rintoul como Grogon, el malvado capitán del imperio Scaldroniano y padre de Fneep
- Emma Lungiswa De Vet como Ray, una luciérnaga.
- Mattew Gair, Jason Pennycooke, Lynton Levengood y Claire Johnston como ñus.
- Florrie Wilkinson como bebé avestruz.
- Lucy Montgomery como Mama Ostrich